# 180丁目-ブロンクス・パーク駅
180丁目-ブロンクス・パーク駅（180ちょうめ-ブロンクス・パークえき、英語: 180th Street–Bronx Park）はニューヨーク市地下鉄IRTホワイト・プレーンズ・ロード線の廃駅である。1904年11月26日にIRTホワイト・プレーンズ・ロード線のジャクソン・アベニュー駅 - 当駅間の開業と共に開業し、同路線の北側終着駅として機能しており線路2線と島式ホーム1面・単式ホーム2面を有した3面2線の駅であった。
この路線は元々は当駅を越え更に北に延伸することを考えていたが、ブロンクス・パーク内を列車が通過するのは付近のブロンクス動物園の動物に悪影響を及ぼす恐れがあるとの抗議を受け、建設中に急遽途中駅から終着駅へと変更された。現在、ウェスト・ファームズ・スクエア-イースト・トレモント・アベニュー駅北側でホワイト・プレーンズ・ロード線が大きくS字カーブを描いているのはこの抗議による路線敷設位置変更によるものである。1917年3月31日の東238丁目駅（現：ネレイド・アベニュー駅）、1920年12月13日の東241丁目駅（現：ウェイクフィールド-241丁目駅）への延伸の後、当駅は1952年8月4日をもって廃止となった。